# Магдалена Ериксон
Магдалена Ериксон (Стокхолм, 8. септембар 1993) је шведска фудбалерка која игра на позицији одбрамбеног играча. Тренутно наступа за енглески клуб Бајерн Минхен као и за репрезентацију Шведске.

## Каријера
Ериксон је фудбалску каријеру започела с локалним тимом Enskede IK, али ју је отац охрабрио да се придружи клубу Hammarby IF DFF како би побољшала своју игру. Са 17 година ушла је у први тим клуба у сезони 2011. године.
У новембру 2011. године Ериксон је напустила клуб и придружила се ривалском тиму Djurgården. Након постигнутог једног гола у 19 наступа у сезони 2012. године, она је напустила клуб јер су били суочени са испадањем из лиге.
У јулу 2017. године, после скоро 5 година у тиму Linköpings потписала је двогодишњи уговор са женском екипом клуба Челси. Дана 20. августа 2018. продужила је уговор до 2021. године. Дана 6. септембра 2019, клуб је објавио да ће Магдалена бити нови капитен. 

## Репрезентација
Као шведска репрезентативка, Ериксонова је била део победничке екипе на Европском првенству У-19 2012. године. У новембру 2013., селекторка репрезентације позвала је Магдалену у тренинг камп за сениоре у Босону. Она је дебитовала за сениорски тим Шведске у пријатељском поразу од Француске у Амиену од 3: 0, 8. фебруара 2014. Почетком 2014, имала је повреду колена након судара са сопственим голманом, због чега је била повређена три месеца. 
Била је део шведске екипе која је освојила сребро на Летњим олимпијским играма 2016. године. У јулу 2017. године, селекторка је одабрала њу за шведску екипу УЕФА за Еуро 2017.

## Приватни живот
У клубу Hammarby је Магдалена имала обичај да пре сваке утакмице слуша песму Боувија "Heroes".
Током 2014. године се забављала са својом саиграчицом, Пернил Хардер.
Магдалена је дипломирала политичке науке и тренутно је на курсу из феминистичке теорије и анализе интерсекцијске моћи.